# Стамат Икономов
Стамат Георгиев Икономов е български военен и революционер, деец на Вътрешната македоно-одринска революционна организация.

## Биография

### Военен
Роден е на 1 декември 1867 година в градчето Малко Търново, Османската империя. Учи в Малко Търново, а по-късно завършва гимназия във Варна, Княжество България. През 1883 година постъпва във Военното училище в София. 
По време на Сръбско-българската война (1885) е доброволец и служи в 5-и пехотен дунавски полк.
Завършва Военното училище в 1887 година с осмия випуск и на 16 юни е произведен в подпоручик и е зачислен в 3-ти конен полк. По-късно служи като офицер в 10-и пехотен родопски полк и 22-и пехотен тракийски полк.
В 1901 година се уволнява от военна служба, за са се включи в македоно-одринското освободително движение.

### Революционер
Капитан Икономов се включва в дейността на ВМОРО. Делегат е на конгреса на Петрова нива, на който е избран за член на Главното ръководно боево тяло. Икономов обучава селските милиции и смъртните дружини. Автор е на инструкциитте за водене на военните действия. Въпреки офицерския си чин, Икономов не проявява претенции за някакъв пост. По време на въстанието е начело на чета от 100 души, действаща в Бунархисарско.
В спомените си Христо Силянов споделя, че в навечерието на въстанието в ръководството се завежда спор за тактиката на бойните действия. Икономов предлага с обединени усилия да се нападне и превземе първо околийския център Малко Търново, след което всички околни турски гарнизони ще останат без опорен пункт, докато Михаил Герджиков, Лазар Маджаров и Силянов са против. Така становището на мнозинството налага тактиката на разпокъсаните действия в отделните селища. Едва по-късно се отчита погрешността на тази стратегия.
След въстанието, на Варненския конгрес в 1904 година е избран за член на Задграничното ръководство на Одринския революционен окръг. В 1905 година е делегат от Одрински окръг на Рилския конгрес на ВМОРО. В 1906 година отново навлиза с чета в Одринска Тракия, но поради заболяване се връща в България. Избран е за делегат на Кюстендилския конгрес на ВМОРО от 1908 година, но не успява да присъства.
След Хуриета на 31 декември 1908 година в Одрин е свикан конгрес на Одринския революционен окръг, на който Стамат Икономов, присъства като делегат и е включен в състава на ръководството. В навечерието на Балканската война здравословното му състояние е силно разклатено.
Икономов умира на 13 септември 1912 година в София в бедност.
В родната къща на Икономов в Малко Търново се помещава Етнографски музей.
Христо Силянов пише за Икономов в своите „Спомени от Странджа“:
| „ | Стамо Икономов беше военен само по своя капитански чин, по знанията, добити в Софийското юнкерско училище и през петнадесетте казармени години. Той бе скромен, мълчалив, с крайно демократични убеждения. Мразеше коронованите глави, любоугодничеството и надутия педантизъм. Веднъж изявил желание да замине в родния си край, М. Търновско, той не се позова на офицерския си чин, за да поиска ръководен пост, а се остави всецяло на усмотрението на старите одрински ръководители. Някои отдаваха мълчаливостта и усамотението му на надутост и презрение към „щатските“, но те се лъжеха, понеже не го познаваха отблизо и съдеха само по външното му държане. Между кандидатите имаше и такива, които бяха служили войници в Икономовата рота. Те всички до един го обожаваха и пазеха скъпи спомени за неговото бащинско държане в казармата. Според техните разкази Икономов, колкото е бил благ и великодушен към своите подчинени, толкова е бил горд и неподатлив спрямо началниците, които, прилагайки с педантизъм казармените закони, са малтретирали подчинените, а са раболепствували пред по-големите. Тези бивши войници, сега храненици на лагера, разправяха за своя ротен командир интересни истории. Например как Икономов е гонил с гола сабя по улиците на един южнобългарски град полковия си командир, защото, не знам по какъв случай, го бил обидил. Аз познавам в София двама келнери, също бивши войници на Икономова, които колчем той се явяваше в локала им, му служеха с истинско страхопочитание и не изпускаха случая да се похвалят, че са служили в неговата рота. | “ |

## Военни звания
- Подпоручик (16 юни 1887)
- Поручик (2 август 1891)
- Капитан (1898)